# Jarrebäckens naturreservat
Jarrebäckens naturreservat är ett naturreservat i Jokkmokks kommun i Norrbottens län.
Området är naturskyddat sedan 2020 och är 101 hektar stort. Reservatet ligger väster om Jokkmokk  vid fjällsjön Karats och består av sträcka av Jarrebäcken och av åsar med tallskog och småmyrar och vattensamlingar